# La corona (Gluck)

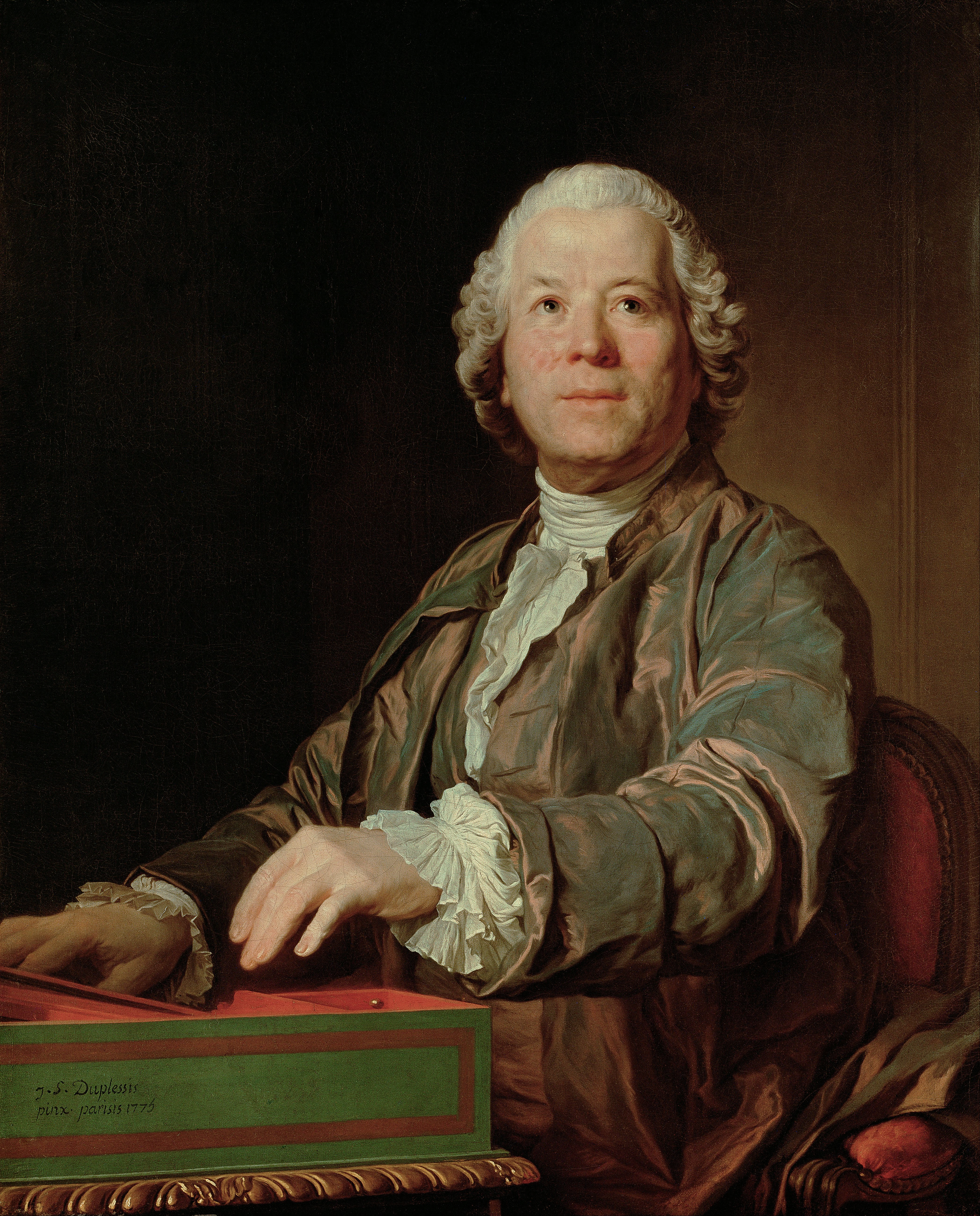
Christoph Willibald Gluck

La corona (Kronan) är en opera (azione teatrale) i en akt med musik av Christoph Willibald Gluck och libretto av Pietro Metastasio.

## Historia
Operan komponerades till den österrikiske kejsaren Frans I:s namnsdag den 4 oktober 1765. Men då kejsaren avled den 18 augusti förblev operan ouppförd fram till den 13 november 1987, då den hade premiär på slottet Schönbrunn i Wien. Liksom operan Il Parnaso confuso skrevs operan med kejsarens fyra sångbegåvade döttrar i åtanke.

## Personer
| Roller   | Stämma | Rollbesättning vid den tänkta premiären      |
| -------- | ------ | -------------------------------------------- |
| Atalante | sopran | Ärkehertiginnan Maria Amalia av Österrike    |
| Meleagro | sopran | Ärkehertiginnan Maria Elisabeth av Österrike |
| Asteria  | sopran | Ärkehertiginnan Maria Karolina av Österrike  |
| Climene  | sopran | Ärkehertiginnan Maria Josefa av Österrike    |

## Handling
Prinsessan Atalante beslutar sig för att hjälpa invånarna i Kalydon att bli fria från det Kalydoniska vildsvinet som hemsöker staden. Hon tvekar dock då hennes syster och en vän vill följa med. Prins Meleagro vill inte att kvinnorna ska utsättas för faran. Atalante ger sig in i skogen och sårar vildsvinet så att Meleagro kan döda det. Han ger henne äran men hon insisterar på att det omvända. Till sist bestämmer de att skänka äran till jaktgudinnan Diana. 